# József Törley
József Törley (1858-1907) est un négociant hongrois de champagne, à Reims, puis de vin effervescent en Hongrie. Il est célèbre pour avoir créé, hors de la région de Champagne, l'une des marques les plus renommées de vin effervescent : la Maison Törley.

## Biographie
Il est le fils de Valentin Schmierl (1823-1900), riche propriétaire terrien (la famille possède plus de 1 000 hectares), et de Mária Vojnits de Bajsa. Son père participe à la révolution hongroise de 1848 comme lieutenant, magyarise son nom en Bálint Törlei et suivit Louis Kossuth à Choumla après la défaite. Il y rencontra probablement Jules-Conrad Burchard-Bélaváry, officier hongrois exilé comme lui et futur patron de la Maison de champagne Delbeck dans laquelle son fils József travaillera plus tard.
József étudie à l'académie de commerce de Graz, en Autriche. Il y fait la connaissance de Theophile Roederer, fondateur de la Maison Théophile Roederer à Reims en 1864 et lointain cousin (au 5e degré) du célèbre Louis Roederer, qui l'invite à Reims. Törley y devient apprenti auprès des Roederer puis des Delbeck et apprend ainsi la production du champagne. Il installe à Reims sa propre usine de vin de champagne qu'il met en bouteille. Il achète alors le « vin tranquille » à des producteurs locaux et le transforme lui-même en champagne.
Lors de l'un de ses voyages d'affaire à Budafok, en  Hongrie, Törley se rend compte que les conditions pour la production de vin effervescent y semblent parfaites. Il remarque que les sols de Budafok, plus que n'importe où ailleurs en Europe, sont similaires au massif calcaire existant dans la région de Champagne et nécessaires à l'élaboration, si particulière, du vin de champagne. Désormais fin connaisseur des procès de production, Törley déplace son usine de Reims à Budafok en 1882 et cultive des vignes à Etyek. Il fait creuser de grandes caves dans les collines calcaires de Budafok pour assurer une température uniforme nécessaire à une production de qualité. Ce calcaire extrait entra dans la construction du Parlement hongrois qui fut, à son achèvement en 1904, le plus grand bâtiment jamais construit. 
Il écrit en 1882 à propos de sa première cuvée hongroise :

« Avec beaucoup de diligence et de persévérance, j'ai réussi à produire quelque chose de bien supérieure aux vins effervescents connus jusqu'à présent. »

Törley continu de développer son vignoble et sa technologie de production et introduit en Hongrie la prise de mousse par réfrigération. Son maître de chai est alors le Français Louis François, venu de Reims en Hongrie à l'invitation de Törley. Il créera en 1886 sa propre maison, avec son frère César François, à la suite d'une brouille avec Törley. En plus de produire un crémant de haute qualité, appelé pezsgő en hongrois, Joseph Törley reste innovant, notamment dans la commercialisation et la publicité, ce qui fait alors de la Maison Törley l'une des installations viticoles les plus modernes au monde.
Lors du Millennium en 1896, il devient officiellement fournisseur de la Cour impériale et royale. Il est anobli par François-Joseph Ier d'Autriche et s'appelle désormais József Törley de Csantavér (csantavéri Törley József en hongrois ; József Törley von Csantavér en allemand).